# Креслин, Владо
Владо Креслин (словен. Vlado Kreslin, родился 29 ноября 1953, Белтинцы) — словенский певец.

## Биография
Музыкальную карьеру начал в 1970 году в качестве ударника в своей первой группе «Apollo». Затем играл в группах «Špirit» (Мурска-Собота) (1973), «Horizont» (Любляна) (1973—1978). В 1983 году пришёл в группу «Martin Krpan», которая распалась в 1990 году после концерта с Бобом Диланом. После этого Креслин пришёл в группу «Beltinška banda» и занялся народной музыкой. Сейчас он вернулся к авторской музыке с группой «Mali Bogovi».
Владо Креслин много работает со словенскими и зарубежными исполнителями. Каждый год, в начале декабря, в концертном зале «Cankarjev dom» в Любляне проходят его концерты. В 2005 году вышел двойной концертный CD/DVD, где были представлены шесть концертов певца.
Владо Креслин — подлинная легенда словенской эстрады. Недавно вышел альбом «Kreslinčice», первое собрание его лучших песен. На первом диске собраны все его лучшие песни и новая песня «Kak riba brez vode», которую Владо записал за день до выхода альбома. Второй диск — подарок Креслина своим почитателям, состоящий из многих интересных произведений, многие из которых изданы впервые. Среди них- дуэт с Раде Шербеджией, исполненный в Cankarjevom domu. Так же были изданы редкие версии старых песен: группа «Siddharta» перепела хит «Od višine se zvrti» из времён работы Креслина в «Martin Krpan», а другой известный словенский музыкант, Яни Хаце, обработал песню "Mladi Marko"На диске также вышли три видеоклипа.

## Дискография
- Od višine se zvrti, Martin Krpan, 1987
- Bogovi in ovce, Martin Krpan, 1990
- Namesto koga roža cveti, 1991
- Spominčice, Vlado Kreslin & Beltinška banda, 1992
- Najlepša leta našega življenja, Vlado Kreslin & Beltinška banda, 1993
- Nekega jutra, ko se zdani, Vlado Kreslin & Mali bogovi, 1994
- Pikapolonica, Vlado Kreslin, Mali bogovi in Beltinška banda, 1996
- Muzika, 1998
- Ptič, 2000
- Kreslinčice, двойной CD, 2002
- Generacija, 2003
- Koncert, двойной CD и DVD, 2005
- Cesta, 2007

## Книги
- Namesto koga roža cveti / Sonček je in ti si skuštrana, Владо Креслин и Зоран Предин, 1991
- Besedila pesmi, Владо Креслин и Зоран Предин, 1999
- Pesmarica, 1999
- Vriskanje in jok, 2003
- Venci — Povest o Beltinški bandi, книга песен и DVD, 2006

## Фильмы
- Geniji ali genijalci, автор музыки, 1983
- Ljubezni Blanke Kolak, автор музыки, 1986
- Korak čez, музыка группы Martin Krpan, 1987
- Nekdo drug, актёр, 1989
- Halgato, актёр и автор музыки, 1994
- Poredušov Janoš, автор музыки, 1998
- Ljubezen, traktor in rokenrol, роль, 2006

## Театр
- Rocky Horror Picture show, Рифф Рафф, 1988
- Jermanovo seme, в роли самого себя, 1993
- Faust TV, Фауст, 1996
- Woyzeck, автор музыки, 2002

## Награды
- Орден «За заслуги»[словен.] (9 июня 2022 года, Словения)[1]